# Massabrac
Massabrac település Franciaországban, Haute-Garonne megyében. Lakosainak száma 121 fő (2022. január 1.). Massabrac Saint-Ybars, Sainte-Suzanne, Canens és Castagnac községekkel határos.

## Népesség
A település népességének változása:
| Lakosok száma | 107  | 87   | 78   | 74   | 82   | 85   | 89   | 93   | 98   | 121  |
|               | 1968 | 1982 | 1990 | 2006 | 2013 | 2015 | 2017 | 2019 | 2020 | 2022 |